# Érszőllős
Érszőllős (vagy Érszőlős, 1910-ig Nagypacal, románul: Viișoara) falu Romániában, Bihar megyében.

## Fekvése
A megye északkeleti részén, Margittától északkeletre, a magyar határtól mintegy 35 km-re található.

## Története
A települést 1355-ben említették először Pachal (Pacal) néven. 1487-ben Nagypacal, majd 1613-ban Magyarpacal néven is említik. Jelenlegi magyar nevét 1913-ban, hivatalos névadás eredményeként kapta.
A trianoni békeszerződésig Szilágy vármegye tasnádi járásához tartozott. A második bécsi döntés értelmében Magyarország 1940-ben visszakapta ezt a települést is, de 1944-től újra Románia része.

## Lakossága
1910-ben 979 lakosából 956 magyar (97,6%), 23 román volt.
2002-ben 1038 fő lakta, ebből 853 magyar (82,1%), 131 román, 48 cigány, 5 szlovák.
2011-ben beosztott településekkel együtt 1330 lakosa volt, ebből 1058 magyar (79,5%), 270 román.